# Парова (Венґожевський повіт)
Парова (пол. Parowa, нім. Birkental) — село в Польщі, у гміні Венґожево Венґожевського повіту Вармінсько-Мазурського воєводства.
Населення — 33 особи (2011).
У 1975-1998 роках село належало до Сувальського воєводства.

## Демографія
Демографічна структура станом на 31 березня 2011 року:
|          | Загалом | Допрацездатний вік | Працездатний вік | Постпрацездатний вік |
| -------- | ------- | ------------------ | ---------------- | -------------------- |
| Чоловіки | 14      | 5                  | 8                | 1                    |
| Жінки    | 19      | 6                  | 11               | 2                    |
| Разом    | 33      | 11                 | 19               | 3                    |